# Jill Ross-Giffen
Jill Ross-Giffen, född 23 februari 1958, är en friidrottare från Kanada. Hon deltog vid olympiska sommarspelen 1984.